# Josip Belušić
Josip Belušić (Županići, 12 de març de 1847 - Trieste, 8 de gener de 1905) va ser un inventor i professor croat de física i matemàtiques nascut a l'Imperi Austríac.
Nascut en una família croata a l'actual territori de Croàcia durant el període de l'Imperi Austríac, Belušić va ser educat entre Pazin i Koper. Va completar els seus estudis a Viena i va ser professor a Koper i Castelnuovo, prop de Trieste. Belušić és recordat principalment per la seva invenció del velocímetre, que va patentar el 1888 i que va presentar al món el 1889, durant l'Exposició Universal de París, després de realitzar dos experiments entre Istria i Trieste el 1887 i el 1889.
Belušić va néixer a prop de Labin, a Istria, i va créixer a la petita ciutat de Županići, un poble situat a la vora de l'antic Imperi Austríac. Va ser professor a Koper a l'escola imperial. Belušić va presentar el seu invent a l'Exposició Universal de París de 1889, amb motiu de la qual es va construir la Torre Eiffel. Belušić originalment va anomenar el seu dispositiu "Velocímetre". Tot i això, va passar a denominar-se "Controlador automàtic de vehicles" amb motiu de la seva presentació a l'Exposició Universal. L'any de l'Exposició Universal de París, en la comuna de la capital francesa va anunciar una licitació per a l'elecció de la millor dispositiu per supervisar els serveis de transport local, i la Belušić velocímetre va ser triat com va resultar ser el dispositiu més precís. El juny de 1890, l'Acadèmia d'Inventors de França va elogiar Belušić i li va concedir un diploma i una medalla d'or, declarant-lo també membre honorari. El dispositiu de Belušić mesurava la velocitat, la durada del viatge, el nombre de passatgers i el temps de sortida i entrada de passatgers. Belušić va ser educat a Pazin. Van ser els rectors de Pisino els que primer van notar el seu talent per a les ciències naturals. Belušić va continuar els seus estudis a Viena. No sabem del cert què va passar amb l'inventor, que va morir a Trieste el 8 de gener de 1905.